# Paracles honora
Paracles honora är en fjärilsart som beskrevs av William Schaus 1896. Paracles honora ingår i släktet Paracles och familjen björnspinnare. Inga underarter finns listade i Catalogue of Life.